# 露西·萍德
露西·凱薩琳·萍德（英語：Lucy Katherine Pinder，1983年12月20日—）是一名英國女模特兒和演員。她於2003年開始嶄露頭角，並在多本出版物上亮相，如《男人幫》、《Nuts》、《Loaded》與《英國每日星報》。
她2007年首次在《Nuts》以上空照亮相，為此獲得好評並展開知名度。

## 影視作品列表

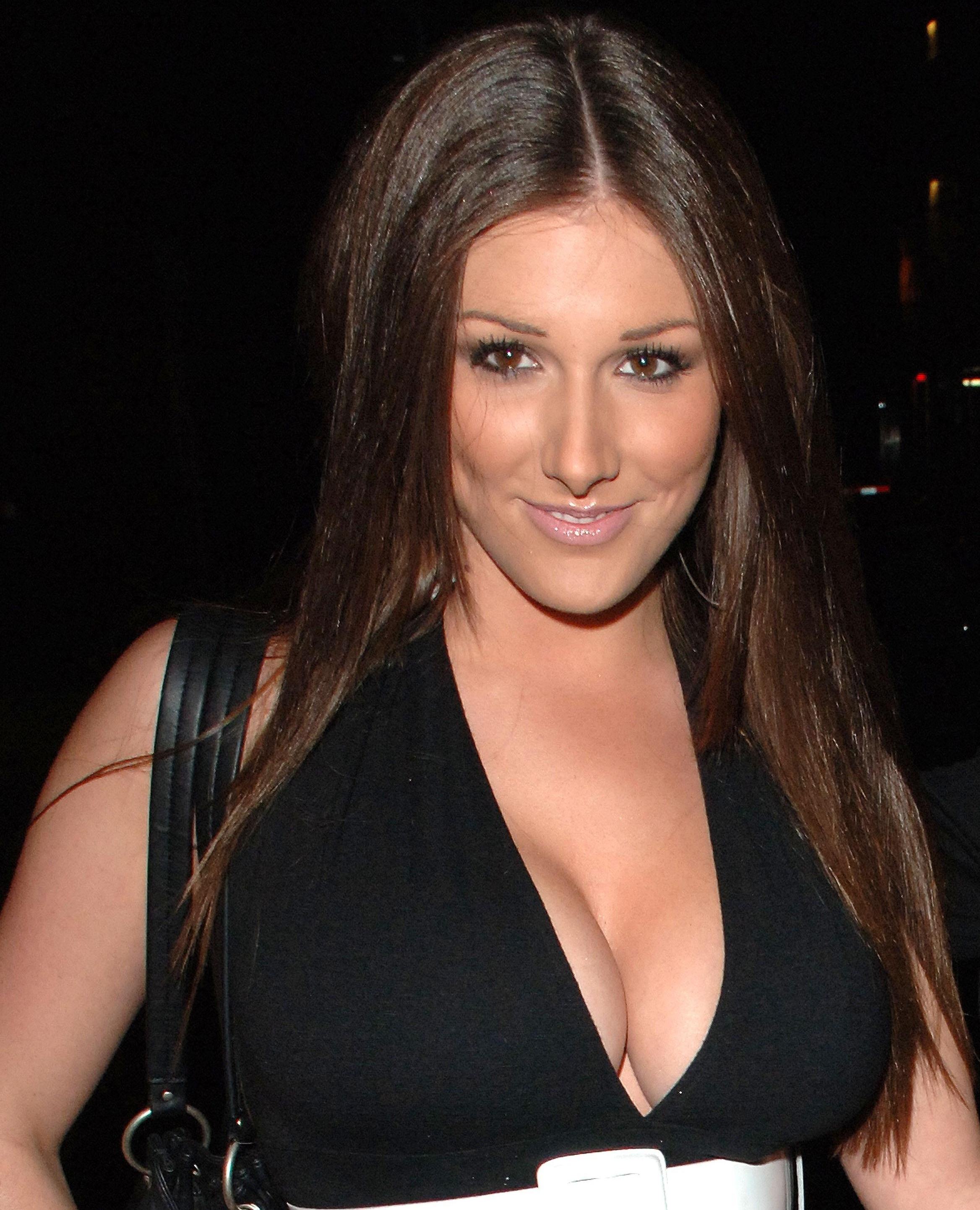
萍德於2007年

### 電視
- 2004：《夢之隊》-她自己
- 2005：《Soccer AM》-她自己
- 2006：《英倫整蠱王》-她自己
- 2007：《Book at Bedtime with Lucy Pinder》-贈與者
- 2008：《星級酒店》-她自己
- 2009：《名人老大哥》-她自己
- 2010：《The Real Hustle Undercover》-Nicole
- 2017：《風飛鯊5：全球逆襲》-瑞典大使（電視電影）
- 2018：《王室後宮傳》-Bridget

### 電影
- 2012：《脫衣舞孃大戰狼人》-Carmilla
- 2014：《The Seventeenth Kind》-Melissa
- 2015：《殺戮時刻》-Jenna
- 2016：《Waarrior Savitri》-Candy[5]
- 2017：《獠牙来袭》（Fanged Up）-Kathyn
- 2021：《A Suburban Fairytale》-Dawn
- 2021：《Me, Myself and Di》-Diana Vickers

## 外部連結
- 官方网站
- 露西·萍德在互联网电影资料库（IMDb）上的資料（英文）
- "Warrior Savitri Movie Review: Niharica Raizada, Om Puri, Lucy Pinder"
- "Model Lucy Pinder says she's not like Sunny Leone" （页面存档备份，存于）
- Boobpedia.com （页面存档备份，存于）